# Gramàtica de Port Royal
La Gramàtica de Port Royal (títol original en francès Grammaire Générale et raisonnée contenant les fondemens de l'art de parler, expliqués d'une manière claire et naturelle), "Gramàtica general i raonada que conté els fonaments de l'art de parlar, explicats de manera clara i natural", publicada l'any 1660 i escrita per Antoine Arnauld (1612-1694) humanista, hel·lenista i matemàtic, i Claude Lancelot (1615-1695), gramàtic. Fou la primera part lingüística a l'obra Logique de Port-Royal (1662) del mateix Antoine Arnauld i de Pierre Nicole. És el primer exemple de gramàtica general, la que té com a propòsit enunciar els principis que regeixen totes les llengües, desplaçant com a model de gramàtica a la del llatí, i és considerat un dels treballs pioners en la filosofia del llenguatge.

## L'Abadia de Port-Royal i les Escoles Menors
La fundació de l'abadia de Port-Royal, prop de Chevreuse a França, data de l’any 1204. Era un centre de religioses cistercenques que seguia les doctrines de Cornelius Jansen (1585-1638), bisbe d'Ieper i autor d’Augustinus, que es va publicar pòstumament (1640). El reformisme catòlic impulsat per Jansen atacava tant les idees del calvinisme com els jesuïtes, predicant un rigor inspirat en Sant Agustí, i que admetia la predestinació divina i la impossibilitat completa de l'expiació del pecat.
L’any 1636 s'inicia una nova època per a l'abadia de Port-Royal, renovant-se l'esperit monàstic. El director del centre era Saint-Cyrant i sota la seva influència es creà una comunitat laica, que tenia diverses ocupacions, des de la pregària i la meditació fins a tasques literàries i pedagògiques, aquesta comunitat estava formada pels “Solitaris” o “Senyors” de Port-Royal. Paral·lelament a l'escola de nenes del convent, s'obrí una escola a Granges, al costat del convent, que s'anomenaren les “Petites Écoles” o  Escoles Menors, lloc d’ensenyament dels fills dels amics dels Senyors de Port-Royal.

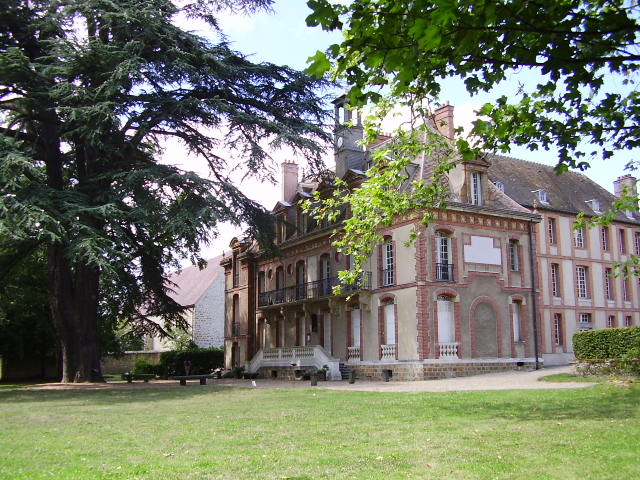
Les Escoles Menors o petites écoles de Port-Royal

La metodologia en les Escoles Menors es basà en el cartesianisme, en la reforma pedagògica i en l’oposició als mètodes utilitzats per l'ensenyament de l’època. La seva pràctica educativa es caracteritzava pel raonament, el nombre reduït d’escolars per classe, i l’abnegada dedicació dels mestres. En referència a l'ensenyament de les llengües utilitzaren la raó i es basaren en la comprensió per a l'estudi de la gramàtica.
La comunitat religiosa de l’abadia de Port-Royal va ser la impulsora de reformar l'educació i de normalitzar l’ús de la llengua vernacla. A més contribuí a la crítica filosòfica i a l'edició de gramàtiques en un ambient de conflicte religiós i polític. Aquesta necessitat pedagògica els conduí a reflexionar sobre la manera de pensar, la llengua i la literatura. I aquestes van ser les circumstàncies en què Claude Lancelot i Antoine Arnauld publicaren la Grammaire Générale et raisonnée.

## Principis generals
La Grammaire générale et raisonnée es va publicar l’any 1660 i era una obra escolar, destinada als alumnes de Port-Royal. La primera edició es publicà de manera anònima, sense cap referència a Port Royal ni a la identitat dels seus autors. Tot i així, el prefaci que obre el llibre és prou informatiu de la identitat dels seus autors i dels propòsit renovador del model gramatical. A més d’aquesta primera edició, els autors en realitzaren dues més, l’any 1664 i l’any 1676, en què afegiren un capítol sobre verbs impersonals. Una de les seves característiques més importants és que estava escrita en francès, en comptes de llatí, que era la llengua que s'utilitzava per escriure aquests tractats.
La Grammaire générale et raisonnée de Port Royal és una gramàtica universal. En el seu “prefaci”, els autors expliquen la finalitat de l’obra, i argumenten perquè és “raonada”, pel fet que es basa en un mètode que utilitza la raó, i perquè és “general” perquè utilitza aquest mètode per a l'estudi dels mecanismes generals del llenguatge. Els autors consideren que el seu objectiu és descobrir “el que és comú a totes les llengües, i les principals diferències que es troben en elles”. Aquests principis generals de la Gramàtica de Port Royal renoven els principis de la gramàtica tradicional, la gramàtica es considera general pel fet que transcendeix totes les llengües.
Però la finalitat de l’obra va més enllà de l'estudi i del coneixement de l'estructura d’una o diverses llengües. L’objectiu principal és conèixer l'estructura profunda de la llengua a través de la divergència de les llengües
L’obra consta de trenta capítols, repartits en dues parts, la primera formada per sis capítols i la segona per vint-i-quatre. L'edició definitiva de 1676 constava de 138 pàgines. La primera part fa referència als sons i les grafies de les paraules, i desenvolupa en els sis capítols, la prosòdia, l'escriptura i la lectura. La segona part s'ocupa de la significació, tractant la morfologia en vint-i-tres capítols i la sintaxi en un.
Després del “Prefaci” segueix un “preàmbul” que explica la divisió de la Gramàtica en dues parts. La primera fa referència als sons i als caràcters de les paraules, la segona s'ocupa de la significació. Aquesta divisió es correspon a una determinada concepció del signe, són els signes inventats pels homes per tal d’explicar els seus pensaments. Les paraules estan concebudes com a signes del pensament, tenint dos aspectes, per una part l’aspecte material que es concreta amb l'estudi dels sons (lletres) mitjançant la prosòdia i l'ortografia, i per una altra, l’aspecte de la paraula considerada com a portadora de significat, que es recolza en l'analogia i la sintaxi.
Així les quatre parts tradicionals de la gramàtica es desenvolupen seguint l’ordre tradicional: ortografia, prosòdia, analogia i sintaxi. L'ortografia s'ocupa de les lletres, que les divideix en vocals i consonants, i els sons. En aquesta part s'inclou un llistat de consonants reconegudes tant en les llengües clàssiques com en altres llengües vernacles. La prosòdia tracta de les síl·labes, les paraules com a elements sonors, l’accent i les lletres com a caràcters. En aquesta part s'hi afegeix un capítol sobre com aprendre a llegir qualsevol llengua amb facilitat, un mètode que consisteix a ensenyar l'alfabet amb els sons de les lletres i no amb els seus noms. L’analogia o morfologia tracta de les parts de l’oració i els seus accidents. I la sintaxi tracta de la relació de les paraules entre si.
Aquesta distribució de la gramàtica a partir del concepte de signe lingüístic demostra per una part que la Gramàtica construeix un model morfològic igual que les obres de l’època, amb remarques de construcció que proposen alguns aspectes sintàctics, i per una altra fa referència a la teoria del signe en aquest ordre compositiu. La Gramàtica segueix el corrent d’idees del Discurs del Mètode (1637) de Descartes, però en aquesta obra no hi ha un estudi profund del llenguatge. És Antoine Arnauld qui projecta les idees del racionalisme en l’àmbit lingüístic amb la Gramàtica. El llenguatge és una representació de conceptes en la ment, i de manera secundària, de fenòmens externs. És a dir, l’objecte o contingut de llenguatge el forma el conjunt de conceptes, i el motlle o continent que els expressa serien les paraules. Per als autors de la Gramàtica, un no pot comprendre els diferents significats que es troben en les paraules, sinó ha entès prèviament el que succeeix en els nostres pensaments, això significa que els estudis gramaticals van lligats als ensenyaments de la lògica.

## Aspectes generals del sistema gramatical
Segons Donzé, la teoria gramatical que s'exposa en la Gramàtica es pot explicar per tres tipus de principis: el mecanisme de la significació, la proposició i les parts de l'oració i les seves propietats.

### Significació
El mecanisme de la significació equival a la teoria del signe parlat. La teoria del signe està més desenvolupada en l’obra de la Lògica, però també hi és present en la Gramàtica,
que la utilitza en la divisió en dues parts referides una a l’aspecte material del signe (els signes i els caràcters de l'escriptura) i l’altra a l’aspecte de la significació (de les paraules). El signe es defineix com la idea d’un so unida a la d’un objecte. Segons aquesta teoria els sons són signes que corresponen a coses, i que són alhora reflex del pensament.

### Proposició
La teoria de la proposició estableix un paral·lelisme entre les operacions de l'esperit i l’art de parlar. En les proposicions es distingeixen dos elements: el terme i el verb. El terme és qui porta el significat, i el verb l’afirma. És a dir, els termes són l’objecte del nostre pensament i el verb és l’acte mitjançant pel qual l’atribut s'afirma del subjecte.

### Parts de l'oració
Les parts principals de l’oració són el verb, el nom i el pronom; i com a parts complementàries, l’article, la preposició i l’adverbi. Els accidents de les parts de l’oració són nombre, gènere, persona, veu, mode i temps. Aquesta secció és la que més segueix la tradició gramatical.
L’articulació de les parts de l’oració i la teoria de la proposició sorgeixen de la vinculació del signe lingüístic amb l'enteniment. Els autors relacionen el discurs i el pensament, que consta de dos conjunts. El conjunt del llenguatge es compon de paraules, proposicions i discurs, i el conjunt del pensament format per la idea, el judici i el raonament. Segons els autors doncs, el llenguatge és l'expressió de les operacions mentals del pensament

### Parts del discurs
Segons Foucault, es distingeix quatre aspectes fonamentals per al discurs: la teoria de la proposició i especialment el verb, la teoria de l'articulació, la teoria de la designació i la teoria de la derivació.
La teoria de la proposició fa referència a l'enllaç que relaciona les paraules en la proposició, constituïda a la vegada per subjecte, atribut i enllaç. Els autors distingeixen dos tipus de mots: els que signifiquen els objectes (nom, article, pronom, participi, preposició i adverbi) i els que signifiquen les formes o accions del pensament (verb, conjunció i interjecció). Els objectes i les formes de pensament són representats per les dues categories fonamentals de nom i verb, i articulen les parts de l'oració en aquesta teoria, que és atributiva. Consta dels dos objectes de pensament i un enllaç o verb copulatiu que realitza l'acció d'afirmar. El subjecte i l'atribut són de la mateixa naturalesa, en canvi el verb és fonament de la proposició i condició indispensable del discurs, al voltant del qual giren la resta d'elements.
La teoria de l'articulació correspon a la classificació de les paraules i la manera com reflecteixen parts del judici o de la representació. L'articulació és el que dona contingut a la forma verbal de la proposició. El concepte de proposició deriva de l'àmbit mental, concretament de l'acció de jutjar, existint proposicions simples i complexes.
La teoria de la designació explica l'enllaç entre l'arrel d'una paraula i la seva representació mental. Es tracta de la teoria del signe.
La teoria de la derivació demostra el moviment de desplaçament, extensió i reorganització propi de les paraules. La derivació demostra el moviment continu de les paraules a partir del seu origen.
Aquestes dues propostes de la teoria gramatical que es troben recollides en la Gramàtica permet reconèixer el valor i la vigència d'aquesta obra, que se seguí estudiant fins al segle xviii.

## Influències de la Gramàtica de Port Royal
La Gramàtica de Port Royal és la més coneguda de les gramàtiques racionalistes, és el fruit de la síntesi de dues obres de Port Royal fonamentals com són la gramàtica llatina (1644) i la Logique (1662). La primera d’aquestes recull la tradició humanista i la segona aporta la perspectiva renovadora de la filosofia. A més la Gramàtica aporta unes característiques que la fan destacar de la resta de gramàtiques generals de l’època. Entre aquestes característiques destaquen: la brevetat i claredat expositiva, la intenció didàctica relacionada amb la renovació pedagògica de les Escoles Menors, i el moment d’aparició juntament amb altres gramàtiques universals, i la seva capacitat de tractar aspectes relacionats amb el llenguatge i el pensament.
Entre les influències de la Gramàtica de Port Royal a la lingüística moderna, hi ha la relació estreta entre la teoria del signe que es desenvolupa en aquesta obra i la definició de signe lingüístic que fa Ferdinand de Saussure: la relació entre un significant (imatge de la paraula) i un significat (imatge de la cosa representada), la diferència però és que per a Saussure el signe entra dins d’una concepció més referencial.
Una altra influència es troba en la teoria generativo-transformacional de Noam Chomsky, segons la qual tots els éssers humans poden adquirir de manera natural una llengua perquè existeix una gramàtica universal, és a dir, el conjunt de principis i regles que comparteixen totes les llengües.
En relació al verb, que és performatiu, dinàmic i realitzatiu, aspecte que John Langshaw Austin i John Searle desenvoluparen també en les seves teories sobre l'acte de parla.
La influència de la Gramàtica de Port Royal s'allarga durant segles, i exercí una gran efecte en el pensament gramatical. De l’obra es feren múltiples reedicions i la proliferació d’obres que seguiren la línia d’aquesta obra, corroboren la seva transcendència.